# Filipovac
Filipovac je vesnice v Chorvatsku v Požežsko-slavonské župě, spadající pod opčinu města Lipik. Těsně sousedí s Lipikem na severozápadě a je de facto jeho předměstím. V roce 2011 zde žilo 373 obyvatel. V roce 1991 bylo 5,07 % obyvatel (25 z tehdejších 493 obyvatel) české národnosti.

## Sousední sídla
| Růžice kompasu |       | Prekopakra |        | Růžice kompasu |
| Růžice kompasu | Klisa | Sever      | Pakrac | Růžice kompasu |
| Růžice kompasu | Klisa | Filipovac  | Pakrac | Růžice kompasu |
| Růžice kompasu | Klisa | Jih        | Pakrac | Růžice kompasu |
| Růžice kompasu | Lipik |            |        | Růžice kompasu |